# GSC3618-3483
GSC3618-3483 — хімічно пекулярна зоря спектрального класу B8, що має видиму зоряну величину в смузі V приблизно 10,4.

## Пекулярний хімічний склад
Зоряна атмосфера GSC3618-3483 має підвищений вміст 
Si
.